# إجناثيو ألديكوا
إجناثيو ألديكوا (بالإنجليزية: Ignacio Aldecoa)‏‏ (24 يوليو 1925 في فيتوريا-غاستيز - 15 نوفمبر 1969 في مدريد) كاتب، وروائي، وشاعر، وكاتب قصص قصيرة من إسبانيا.

## الجوائز
- جائزة النقاد الأسبان  [لغات أخرى]‏